# Программа сохранения и развития исторического центра Санкт-Петербурга
Программа сохранения исторического центра Санкт-Петербурга (Программа Санкт-Петербурга «Сохранение и развитие территорий „Конюшенная“ и „Северная Коломна — Новая Голландия“», находящихся в историческом центре Санкт-Петербурга, на 2013—2018 годы) — с 2015 года подпрограмма Государственной программы Санкт-Петербурга «Экономическое и социальное развитие территорий Санкт-Петербурга».

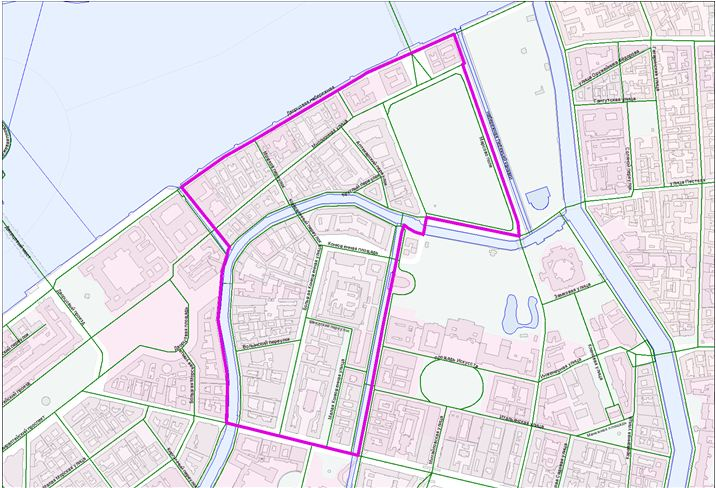
Территория «Конюшенная»

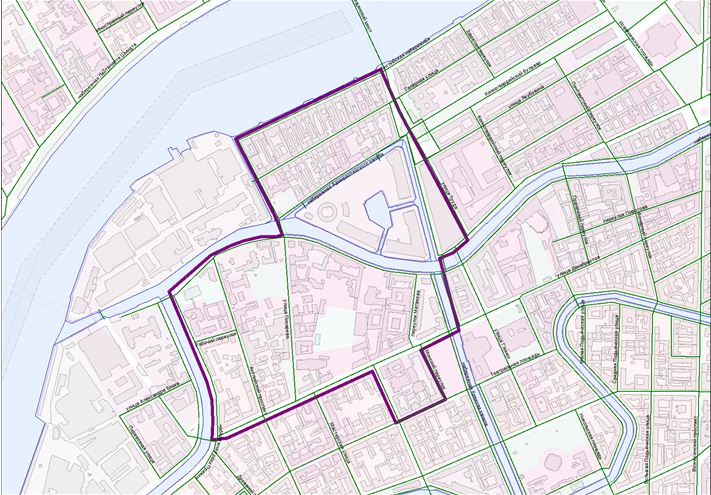
Территория «Северная Коломна — Новая Голландия»

## О программе
В 2012 году Правительство Санкт-Петербурга утвердило целевую программу «Сохранение и развитие территорий „Конюшенная“ и „Северная Коломна — Новая Голландия“, находящихся в историческом центре Санкт-Петербурга, на 2013—2018 годы».
Инициатором разработки программы выступил Губернатор Санкт-Петербурга Георгий Полтавченко.
Главным экспертно-консультационным органом, сопровождающим реализацию Программы, является Совет по сохранению и развитию территорий исторического центра Санкт-Петербурга при Правительстве Санкт-Петербурга, созданный в 2013 году.
В результате перехода Санкт-Петербурга к программно-целевому методу планирования в 2014 году Программа сохранения исторического центра стала частью государственной программы «Экономическое и социальное развитие территорий Санкт-Петербурга», которую приняли 30 июня 2014 года сроком на 6 лет.
Курирует исполнение государственной программы Комитет по экономической политике и стратегическому планированию Санкт-Петербурга, являющийся также координатором реализации Стратегии экономического и социального развития Санкт-Петербурга до 2030 года.
Программа реализуется на двух территориях исторического центра Санкт-Петербурга: «Конюшенная» и «Северная Коломна — Новая Голландия». Программа ограничена двумя пилотными территориями, поскольку практика комплексного восстановления и развития целых исторических кварталов в стране отсутствует. Основная задача нынешнего этапа реализации программы — отработать подходы, технологические решения и последовательность выполнения работ.
В Программе участвуют 12 исполнительных органов власти Санкт-Петербурга. Заявленный на момент принятия Программы общий объём финансирования за счёт бюджета Санкт-Петербурга составляет 69 миллиардов рублей.
В июне 2014 года международные эксперты ЮНЕСКО одобрили работу Правительства Санкт-Петербурга по сохранению исторического центра Санкт-Петербурга.

#### История Программы
Выражение «сохранение и развитие исторического центра Санкт-Петербурга» введено в обиход Анатолием Собчаком, который первым из руководителей города предложил применить комплексный подход к решению проблем исторического центра. В начале 1994 г. по его поручению началась разработка проекта соответствующей федеральной программы.
После победы Владимира Яковлева над Анатолием Собчаком на губернаторских выборах 1996 года программа Сохранения и развития исторического центра Санкт-Петербурга утратила комплексный подход. В 2001 году она становится частью Федеральной целевой программы «Сохранение и развитие архитектуры исторических городов» на 2002—2010 гг с финансированием 35 млрд рублей, в том числе за счёт средств федерального бюджета — 16,6 млрд.
Проверка расходования этих средств Счётной Палатой РФ привела к крупному скандалу. В частности, по мнению аудиторов Счётной Палаты, «непропорционально большой объём» был направлен на оплату консультационных услуг преимущественно иностранным фирмам — 11,5 млн долларов. Из них 9,8 млн долларов получила компания ЯПК Групп, Лтд (Каймановы острова).
В 2003—2011 гг. губернатор Валентина Матвиенко сосредоточила усилия по сохранению исторического центра Санкт-Петербурга на увеличении объёма реставрационных работ. Комплексную реставрацию получили более 3500 объектов культурного наследия.
Осенью 2011 года Губернатор Санкт-Петербурга Георгий Полтавченко вновь предложил решать проблемы исторического центра в комплексе, включая расселение коммунальных квартир, вывод транспортных потоков, замену ветхих инженерных коммуникаций, капитальный ремонт и реконструкцию жилых зданий, реставрацию памятников архитектуры и т. д..
Итогом обращений Георгия Полтавченко в федеральный центр стал выход поручения Президента России и утверждение Законодательным собранием Санкт-Петербурга программы по сохранению и развития исторического центра.

#### Цель и задачи Программы
Главная цель Программы — сохранить объекты культурного наследия, и одновременно провести комплексный ремонт и реконструкцию зданий, находящихся в окружающей застройке, объектов инженерной инфраструктуры, объектов благоустройства и дорожного хозяйства.
Программа направлена на решение следующих задач:
- сохранение архитектурного облика исторического центра города;
- модернизация и развитие инженерной и коммунальной инфраструктур с применением инновационных технологий;
- снижение загруженности улично-дорожной сети в историческом центре и т. д.

Ключевыми направлениями реализации Программы являются:
1. проектирование, капитальный ремонт, реконструкция объектов недвижимости и приспособление для современного использования объектов культурного наследия с проведением работ по благоустройству и озеленению прилегающих территорий;
2. проектирование, капитальный ремонт и реконструкция объектов транспортной инфраструктуры в историческом центре Санкт-Петербурга;
3. проектирование, реконструкция и строительство объектов инженерно-энергетического обеспечения;
4. повышение привлекательности Санкт-Петербурга для туристов (в том числе, формирование новых пешеходных и туристских маршрутов).

#### Этапы Программы
Первый этап реализации
- подготовка предложений по внесению изменений в законодательство Российской Федерации и Санкт-Петербурга;
- разработка документации по планировке территорий Программы;
- проведение детального обследования объектов;
- разработка и пробное применение основных положений методики комплексного анализа социально-экономического развития территорий и т. д.

Второй этап реализации
- строительство и реконструкция многоквартирных домов;
- проведение капитального ремонта, реконструкции объектов недвижимости, сохранение объектов культурного наследия на территориях «Конюшенная» и «Северная Коломна — Новая Голландия» с учётом разработанных проектов планировки;
- проведение восстановительных работ в случае выявления аварийности и т. д.

## Характеристика территорий
Территория «Конюшенная»
1. Площадь: 52 га
2. Количество жилых домов: 71
3. Количество нежилых объектов: 74, в том числе:

- Мосты — 4
- Набережные — 11
- Инженерные объекты — 14

Объекты культурного наследия регионального и федерального значения в границах территории «Конюшенная»: Финская церковь Святой Марии, комплекс зданий Конюшенного двора, Дом Штакеншнейдера, Мраморный дворец и т. д.
Территория «Северная Коломна — Новая Голландия»
1. Площадь: 60 га
2. Количество жилых домов: 98
3. Количество нежилых объектов: 97, в том числе:

- Мосты — 2
- Набережные — 14
- Инженерные объекты — 17

Объекты культурного наследия регионального и федерального значения в границах территории «Северная Коломна — Новая Голландия»: Дворец Бобринских, Англиканская церковь Иисуса Христа, Дом Штиглица А. Л. и т. д.

## Основные результаты реализации
Реализация подпрограммы должна обеспечить:
В количественном выражении:
- расселение 570 коммунальных квартир;
- создание двух новых территорий комфортного движения пешеходов и одной новой пешеходной улицы;
- ремонт объектов зелёных насаждений, находящихся на 13,29 га территорий зелёных насаждений общего пользования;
- капитальный ремонт 17 мостов и 1 256,6 погонных метров набережных;
- реконструкция 14 км сетей водоснабжения, 27 км канализационных сетей, более 9 км газопроводов различного диаметра;
- увеличение численности туристов до 8,5 млн человек в год и т. д.

В качественном выражении:
- улучшение жилищных условий граждан;
- увеличение степени информированности о мероприятиях подпрограммы.

В октябре 2014 года стало известно о создании Координационного совета из 18 специалистов, представляющих Министерство культуры РФ, Правительство Санкт-Петербурга и Правительство Ленинградской области, который разработает план управления памятниками исторического центра Санкт-Петербурга. Создание совета предусмотрено соглашением между ЮНЕСКО и Министерством культуры РФ о сотрудничестве по вопросам сохранения объекта всемирного наследия «Исторический центр Санкт-Петербурга и связанные с ним группы памятников».
В январе 2015 года был определён состав Координационного совета. В него вошли замминистра культуры Российской Федерации Григорий Пирумов, вице-губернатор Санкт-Петербурга Марат Оганесян, вице-губернатор Ленинградской области Николай Емельянов, глава КГИОП Сергей Макаров и другие представители Министерства культуры РФ и региональных органов охраны объектов культурного наследия.

## Совет по сохранению и развитию территорий исторического центра Санкт-Петербурга при Правительстве Санкт-Петербурга
Для экспертного сопровождения реализации Программы в 2013 году создан Совет по сохранению и развитию территорий исторического центра Санкт-Петербурга при Правительстве Санкт-Петербурга. Председателем Совета является Губернатор Санкт-Петербурга.
Совет состоит из двух комитетов: Управляющего и Экспертно-консультационного. Экспертно-консультационный комитет участвует в формировании общественного мнения по вопросам реализации Программы, кроме того, проводит экспертизы и общественные обсуждения правовых актов, проектов правовых актов и документов, относящихся к её реализации. Управляющий комитет готовит предложения для Правительства Санкт-Петербурга и исполнительных органов государственной власти Санкт-Петербурга по вопросам реализации Программы, а также предложения для внесения изменений в законодательство Российской Федерации и Санкт-Петербурга.
Сопредседатель Совета — Пиотровский Михаил Борисович, Директор Государственного Эрмитажа.

Заместитель председателя Совета — Гусев Владимир Александрович, Директор Русского музея.
Члены Совета:
- Котов Анатолий Иванович — экс-председатель Комитета по экономической политике и стратегическому планированию Санкт-Петербурга[18];
- Романов Олег Сергеевич — президент региональной творческой общественной организации Союза архитекторов России «Санкт-Петербургский союз архитекторов»;
- Ковалёв Алексей Анатольевич — депутат Законодательного Собрания Санкт-Петербурга;
- Марголис Александр Давидович — председатель Санкт-Петербургского городского отделения всероссийской общественной организации «Всероссийское общество охраны памятников истории и культуры»;
- Явейн Никита Игоревич — руководитель ООО "Архитектурная мастерская «Студия-44»;
- Минутина-Лобанова Юлия Леонидовна — координатор независимого общественного движения «Живой город» и т. д.

## Проект ФЗ «О некоторых вопросах сохранения исторического центра Санкт-Петербурга и внесении изменений в отдельные законодательные акты Российской Федерации»
Для исполнения программы «Сохранение территорий „Конюшенная“ и „Северная Коломна — Новая Голландия“, находящихся в историческом центре Санкт-Петербурга, на 2013—2018 годы» разработан проект Федерального закона «О некоторых вопросах сохранения исторического центра Санкт-Петербурга и внесении изменений в отдельные законодательные акты Российской Федерации».
Принятие этого закона позволит привести строительные нормы Санкт-Петербурга в соответствие с действующими нормами о градостроительной деятельности, о техническом регулировании, об объектах наследия, с учётом изменений в технологиях ремонтных и строительных работ. По словам председателя КЭПиСП Анатолия Котова, «без создания специальных норм решить проблемы исторического центра невозможно».
Проект подготовлен рабочей группой, созданной Комитетом по управлению городским имуществом, в состав которой вошли представители исполнительных органов государственной власти Санкт-Петербурга, общественных организаций и депутаты Законодательного Собрания Санкт-Петербурга Борис Вишневский и Алексей Ковалёв.
23 сентября 2014 года на заседании Экспертно-консультационного комитета Совета по сохранению и развитию территорий исторического центра Санкт-Петербурга при Правительстве Санкт-Петербурга проект закона был рассмотрен, также было подготовлено заключение с замечаниями экспертов. После внесения необходимых по итогам обсуждений изменений проект ФЗ был направлен в Законодательное собрание Санкт-Петербурга.
6 ноября 2014 года проект ФЗ был рассмотрен в Законодательном Собрании Санкт-Петербурга, депутаты подготовят его для внесения в Государственную Думу.

## Обследование территорий
В 2013 году была начата работа по комплексному обследованию территорий программы:
1. техническое (визуальное и инструментальное) обследование зданий — для выявление аварийных домов;
2. историко-культурная экспертиза — для определения того, какие из зданий являются памятниками архитектуры;
3. социально-экономическое обследование — для определения потребности территорий в объектах инфраструктуры (магазины, парковки, детские сады и т. д.).

Тендер на проведение обследования территорий Программы выиграла компания «Город». Однако её работу не приняли, подключив к выполнению обследования специалистов из СПбГАСУ, ОАО «ЛенжилНИИпроект» и ООО «Геореконструкция».
Основные работы по техническому обследованию на территориях реализации Программы были завершены в конце 2014 года. По итогам обследования выявлена локальная аварийность 22 зданий и 1 полностью аварийный дом, который, впрочем, уже расселён.
Информация о том, как именно будет проводиться ремонт зданий, в которых была выявлена аварийность, будет обнародована в марте 2015 года после согласования механизма проведения необходимых работ .

## Критика
Принятие Программы и начало работы над проектом ФЗ по работе в историческом центре Санкт-Петербурга сопровождалось широкими общественными обсуждениями, часто критического характера. Опасения ряда петербургских депутатов, что реализация Программы приведёт к массовым переселениям жителей исторических кварталов и сносу аварийных зданий, спровоцировали негативную реакцию собственников квартир и жителей исторического центра на реализацию Программы в целом. Пик напряжённости вокруг Программы пришёлся на период предвыборной кампании в губернаторы Санкт-Петербурга.
Для снятия всех спорных моментов в рамках реализации Программы сохранения и развития исторического центра к работе по формированию законопроекта и проведению обследования зданий были привлечены эксперты, депутаты ЗАКСа и жители исторических кварталов.
Петербуржцы, градозащитные организации и руководство города совместными усилиями переработали документы по сохранению центра, исключив из них термины «снос» и «реконструкция». Также в результате общественных дискуссий с привлечением всех участников разработки проекта было решено, что временное переселение жителей исторического центра будет проводиться только в случае выявления аварийности и с согласия жильцов.